# 소마군 (시모사국)

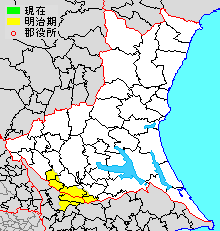
시모사국 소마군의 범위

소마군(相馬郡은 이바라키현·지바현(시모사국)에 있던 군이다.
1878년, 지바현 관할 구역에 미나미소마군이, 이바라키현 관할 구역에 기타소마군이 만들어졌다.

## 군역
1878년 군구정촌 편제법 시행 당시의 군역은 현재의 행정 구역 상 아래에 해당한다. 고대, 중세의 소마군의 범위와는 반드시 일치하지는 않는다.
이바라키현
- 기타소마군 도네정
- 도리데시(일부)
- 조소시(일부)
- 류가사키시(일부)
- 모리야시
- 쓰쿠바미라이시(일부)

지바현
- 가시와시(일부)
- 아비코시